# Örök tél
Az Örök tél egy 2017-ben készült magyar történelmi filmdráma, mely a második világháború végén Magyarországot megszálló szovjetek által málenkij robotra, az Ukrajna területén lévő GUPVI lágerekbe kollektív büntetésként elhurcolt több százezer, hazatérésük után némaságra ítélt magyar áldozatnak állít emléket. A rendszerváltás után a szovjet fogság végül is a közbeszéd tárgyává válhatott és ez az első játékfilm, amely hitelesen mutatja be a kényszermunkára elvitt százezernyi magyar történetét.
Az alkotás alapvetően lágerfilm, de nem követi a műfajban szokásos tematikát és motívumokat. A valós eseményeken és személyes visszaemlékezésen alapuló forgatókönyvet Köbli Norbert írta, aki szerint a mű arra keresi a választ, hogy hogyan lehet lelkileg és fizikailag is túlélni egy olyan reménytelen helyzetet, amikor az embert gyökértelenné teszik és kiszakítják a megszokott környezetéből.
A Gulág Emlékbizottság támogatásával létrejött film rendezője Szász Attila, főszereplői Gera Marina és Csányi Sándor. 
Bemutatója 2018. február 25-én, a kommunista diktatúrák áldozatainak emléknapján volt a Duna Televízióban.

## Cselekmény
A második világháború végén, 1944 decemberében egy dél-dunántúli sváb faluban – a történet szerint a Tolna megyei Szekcsőn – a szovjet katonák „egy kis munkára”, három hét kukoricatörésre elviszik a munkaképes nőket. Amikor a férjét a frontról hazaváró Irén (Gera Marina) és a többi asszony elhagyja a szüleit és gyerekeit, nem tudja, hogy néhány nap helyett évekig lesznek távol: a szovjetek ugyanis marhavagonra teszik és több ezer kilométerre, egy munkatáborba szállítják őket, hogy szénbányában kényszermunkát végezzenek.
Irén a kegyetlen körülmények között ismerkedik meg Rajmunddal (Csányi Sándor), aki megtanítja túlélni a poklot, miközben különleges, érzelemmentes kapcsolat alakul ki közöttük, annak ellenére, vagy éppen azért, mert otthon mindkettőjüket a családja várja haza.

## Történelmi háttér

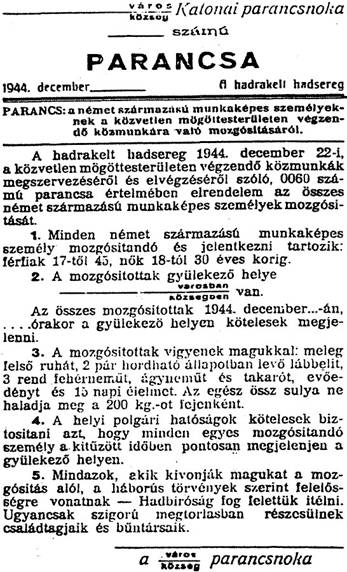
A málenkij robot elrendelését kihirdető falragasz

1939-ben a GULAG táborok mellett létrehozták a Hadifogoly- és Internálótáborok Igazgatósága – röviden GUPVI – intézményrendszerét, a táborok célja az ingyen munkaerő biztosítása volt a világháborúban megtört Szovjetunió újjáépítése során. A Magyarországot megszálló Vörös Hadsereg vezetői 1944. december 22-én kiadták a parancsot „a német származású munkaképes személyeknek a közvetlen mögöttes területen végzendő közmunkára való mozgósításáról”, amivel kezdetét vette a német  nemzetiségűek és az annak mondott (sváb) magyarok kényszermunka-táborokba való elhurcolása. Ahol nem volt elég német származású és német nevű ember, ott magyarokkal egészítették ki a létszámot. A különféle mesékkel becsapott és katonai kényszerítő eszközökkel elhurcolt civil lakosság kiszállítása a szovjet táborokba – különböző intenzitással – az egész ország területéről folyamatos volt.
A dokumentálás hiányosságai és a túlélők hallgatásra kényszerítése miatt az elhurcoltak létszáma bizonytalan, de százezernél több magyarországi áldozatról van szó, akiket embertelen körülmények között tartottak fogva és dolgoztattak. A rabok napi 10–12 órán át rendkívül kemény fizikai munkát végeztek. A mínusz 40-50 fokos hidegben megfelelő öltözék, táplálék és orvosi ellátás hiányában szinte mindegyikük valamilyen súlyos betegségben szenvedett. Az óriási termelési irányszámok, az őrök brutalitása, az éhezés és a rossz időjárás miatt a deportáltak 30-40%-a bizonyosan meghalt, de voltak olyan települések, ahol az elhurcoltak 60%-a veszett oda. A hazatérők a kommunista magyar kormányoktól semmiféle segítséget sem kaptak, és évtizedekig hallgatásra voltak kényszerítve. A téma a kommunizmus idején tabu volt, csak a kilencvenes évektől kapott nyilvánosságot.

## A film készítése
2017. február 3-án jelentették be, hogy a Gulág Emlékbizottság támogatásával film készül a szovjet kényszermunka-táborokba hurcoltak emlékére. Köbli Norbert forgatókönyvíró a sajtótájékoztatón elmondta, hogy személyesen is érintett a történetben, mert nagyapja megjárta a szovjet hadifogolytábort. A forgatókönyv Havasi János Lánykák, az idő eljárt című könyve alapján készült, melyet a szerző édesanyja, Irén elmesélése és levelei, valamint saját helyszíni kutatásai alapján írt. A főszereplő Gera Marina szintén kiemelte, hogy ismerősei és családtagjai közül többen megtapasztalták a málenkij robotot.
Az alkotók hangoztatták, hogy az öt év eseményeit sűrítő film nem tablószerű történetet mutat be az elhurcolt nőkről, hanem egyetlen főhősre fókuszál, a történelmi szörnyűségek helyett Irén személyes történetére, és Rajmunddal való kapcsolatára helyezi a hangsúlyt. Azt szeretnék bemutatni, hogy egy nő hogyan tudja túlélni a láger embertelenségét, hogy ilyen körülmények között lehetséges-e két ember között szerelem. Szász Attila rendező elmondta, hogy a felesleges melodrámát és kliséket elkerülve egy szikár, visszafogott kapcsolattörténetet szeretne elmesélni.

### Forgatás
A Gupvi-táborban játszódó jeleneteket a Mafilm fóti telephelyén felállított barakkokban vették fel, a dél-dunántúli sváb falusi környezetet pedig a szentendrei Skanzenban találták meg. A külső helyszíneket szlovák hegyek helyettesítették, míg a bányajeleneteket eredeti helyszínen forgatták, egy használaton kívüli ukrajnai bányában.
A helyszíni felvételek elkészítése komoly kihívást jelentett a színészeknek. Az eredeti munkatáborhoz hasonló mostoha körülmények, a minden kényelmet nélkülöző barakkok, a hideg időjáráshoz elégtelen ruhák és cipők, a szénlapátolás kemény fizikai feladatot jelentettek, de ennél is megterhelőbb volt felfogni és lelkileg elviselni a történet szereplőinek rettenetes helyzetét.
A 2017. április 13-án véget ért forgatáson a szereplőkön kívül 60 stábtag és 300 statiszta vett részt, akiknek a munkáját összesen 18 sminkes és fodrász, valamint 13 öltöztető segítette.

### Látvány- és hangzásvilág
Az Örök tél nem dialógcentrikus film, nagy hangsúlyt fektet a vizuális történetmesélésre. Sok jelenet verbális információk nélkül köti le a nézők figyelmét, markáns képi megközelítést alkalmazva. A film látványvilága lehangoló: a külső jeleneteknél a táj elkeserítően üres, vagy éppen hatalmas hóvihar zárja le a kilátást. A belső helyszínek, a marhavagon, a barakk és a bánya pedig szinte állandóan zsúfoltak és szorongással teliek. A színvilágban a sötét tónus uralkodik, a munkatáborban még a hó sem fehér, hanem ólmosan szürke.
A nyomasztó atmoszférát csak erősítik a film hanghatásai: a lágerben női sikolyok keverednek orosz parancsszavakkal, melyekhez a farkasordítóan hideg szél zúgása ad aláfestést.

## Szereplők
Az Örök tél színészközpontú film. Szász Attila rendező úgy nyilatkozott, hogy itt nincsenek „rendezői, forgatókönyvírói truvájok, itt a színészek ki tudnak teljesedni”.

- Irén – Gera Marina

A falujából Pestre, majd onnan visszaköltöző fiatal édesanya, aki eleinte emberi méltóságát és önbecsülését megőrizve igyekszik megmaradni az embertelen helyzetben, de aztán rájön, hogy a túléléshez jelentősen meg kell változtatnia a személyiségét. Szelíd, visszafogott nő, érzéseit a tekintetéből lehet kiolvasni. Irén minden jelenetben szerepel, úgyhogy Gera Marina gyakorlatilag a hátán viszi a filmet.
- Rajmund – Csányi Sándor

A táborban töltött évek alatt szűkszavúvá, gyakorlatiassá vált túlélőművész, aki nem segít senkinek. Üzletel, ügyeskedik, mert élni akar a rettenetes körülmények között is. Úgy támogatja Irént, hogy közben változásra, döntésre is készteti. Csányi Sándor szerint Rajmund kevés gesztust használ, a stílusára az egy tömbből faragottság, a monotonitás a jellemző.
- Éva – Kiss Diána Magdolna

Sváb családba beházasodott, állítása szerint ruszin nemzetiségű asszony, aki nyelvismereténél fogva tolmácsolni is tud az orosz lágerőrök és a fogvatartottak között; később a táborparancsnok szeretőjévé válik.
- Anna – Döbrösi Laura

Egy koldusasszony siket lánya, aki egész életében az utcán kéregetett. Zárkózott, gyenge és segítségre szorul.
- Vera – Kurta Niké

A háború alatt megözvegyült, aránylag jobb módú lány.
- Rózsa – Farkas Franciska

A svábokkal együtt elhurcolt cigánylány.
- Fábián – Orosz Ákos

Munkavezető a bányában.
- Irén anyja – Für Anikó
- Irén apja – Gáspár Tibor
- Szovjet katonák

A láger kegyetlen őreiről a film folyamán apránként derül ki, hogy ez a szolgálat nekik is büntetés, ráadásul nincs választásuk: ha nem embertelenkednek a fogoly nőkkel, ők is mehetnek a bányába. A katonák szerepeit orosz anyanyelvű színészek és civilek játszották, mert a rendező el akarta kerülni, hogy a magyarok akcentusa nevetségessé tegye a filmet.

### További szereplők
- Takács Nóra Diána - Bözsi
- Magyar Tímea - Kati
- Kacsur András - Doktor
- Erős Kinga - Ápolónő
- Kovács S. József - Katona
- Katkó Ferenc - Ukrán katona
- Ivaskovics Viktor - Erőszakos ruszki
- Jászberényi Gábor - Irén férje
- Érsek-Obádovics Mercédesz - Konyhalány
- Sipos Imre - Magyar őrmester
- Incze József - Bizottsági tag
- Herczeg Tamás - Bizottsági tag
- Egger Géza - Bizottsági tag
- Karácsonyi Zoltán - Postás

## Díjak
- legjobb európai tévéfilm (2018, Prix Europa(wd))[2][3]
- Szász Attila: legjobb rendező (2018, montreali filmfesztivál)[4][5]
- Gera Marina: legjobb színésznő, Nemzetközi Emmy-díj[23]